# Rafał Matuszewski
Rafał Matuszewski is een Pools-Nederlandse historicus, oudheidkundige en classicus, gespecialiseerd in de sociale, culturele en religieuze geschiedenis van het oude Griekenland. Sinds 2023 is hij universitair docent aan het Instituut voor Geschiedenis van de Universiteit Leiden.

## Academische loopbaan
Matuszewski studeerde geschiedenis, klassieke filologie, cultuurwetenschappen en klassieke archeologie aan de universiteiten van Warschau en Göttingen. In 2017 promoveerde hij in de Oude Geschiedenis aan de Universiteit Heidelberg met een proefschrift over sociale interacties in het vierde-eeuwse Athene. Na zijn promotie bekleedde hij een Junior Fellowship aan het Walter Benjamin College van de Universiteit van Bern (Zwitserland) en was hij van 2017 tot 2023 universitair docent aan de Universiteit Salzburg (Oostenrijk). 
In 2025 werd hij verkozen tot Fellow van de Young Academy of Europe.
Matuszewski's onderzoek richt zich op de historische antropologie van de Oudheid, met bijzondere aandacht voor Griekse religie, sociale en culturele geschiedenis, epigrafie en materiële cultuur. 

## Publicaties (selectie)
- Räume der Reputation. Zur bürgerlichen Kommunikation im Athen des 4. Jahrhunderts v. Chr. (= Historia Einzelschriften. Band 257). Franz Steiner, Stuttgart 2019, ISBN 978-3-515-12233-7 (proefschrift, Heidelberg 2017).
- Eros and sophrosyne. Morality, social behaviour and paiderastia in 4th-century B.C. Athens (= Akme. Studia Historica. Band 10). IH UW, Warschau 2011, ISBN 978-83-904596-9-1.
- (red.) Being Alone in Antiquity. Greco-Roman Ideas and Experiences of Misanthropy, Isolation and Solitude. De Gruyter, Berlin/Boston 2021, ISBN 978-3-11-075793-4.
- (red.) Somatotes. Cielesność w ujęciu historycznym [Somatotes. Lichamelijkheid in historisch perspectief]. WUW: Warsaw University Press, Warschau 2012, ISBN 978-83-235-0916-5.
- (red.) A Cultural History of Sleep and Dreaming in Antiquity. Bloomsbury, Londen (verschijnt in 2026).
- Hoofdredacteur (met Brigitte Steger) van de zesdelige boekenserie A Cultural History of Sleep and Dreaming. Bloomsbury, Londen (verschijnt in 2026).

## Externe koppelingen
- Pagina aan de Universiteit Leiden
- Pagina op academia.edu